# Trentepohlia (Mongoma) parvicellula
Trentepohlia (Mongoma) parvicellula is een tweevleugelige uit de familie steltmuggen (Limoniidae). De soort komt voor in het Oriëntaals gebied.